# Let love be your energy
Let love be your energy is een single uit 2001 van de Britse zanger Robbie Williams. Het is het eerste nummer van het album Sing When You're Winning.

## Tracklist
1. Let Love Be Your Energy 4:57
2. My Way (Live) 4:32
3. Rolling Stone 3:30

## Hitnoteringen
| "Let love be your energy" in de Nederlandse Top 40 -- binnen: 14-04-2001 | "Let love be your energy" in de Nederlandse Top 40 -- binnen: 14-04-2001 | "Let love be your energy" in de Nederlandse Top 40 -- binnen: 14-04-2001 | "Let love be your energy" in de Nederlandse Top 40 -- binnen: 14-04-2001 | "Let love be your energy" in de Nederlandse Top 40 -- binnen: 14-04-2001 | "Let love be your energy" in de Nederlandse Top 40 -- binnen: 14-04-2001 |
| Week                                                                     | 1                                                                        | 2                                                                        | 3                                                                        | 4                                                                        | 5                                                                        |
| ------------------------------------------------------------------------ | ------------------------------------------------------------------------ | ------------------------------------------------------------------------ | ------------------------------------------------------------------------ | ------------------------------------------------------------------------ | ------------------------------------------------------------------------ |
| Nummer                                                                   | 24                                                                       | 21                                                                       | 30                                                                       | 38                                                                       | 39                                                                       |

| "Let love be your energy" in de Nederlandse Single Top 100 -- binnen: 14-04-2001 | "Let love be your energy" in de Nederlandse Single Top 100 -- binnen: 14-04-2001 | "Let love be your energy" in de Nederlandse Single Top 100 -- binnen: 14-04-2001 | "Let love be your energy" in de Nederlandse Single Top 100 -- binnen: 14-04-2001 | "Let love be your energy" in de Nederlandse Single Top 100 -- binnen: 14-04-2001 |
| Week                                                                             | 1                                                                                | 2                                                                                | 3                                                                                | 4                                                                                |
| -------------------------------------------------------------------------------- | -------------------------------------------------------------------------------- | -------------------------------------------------------------------------------- | -------------------------------------------------------------------------------- | -------------------------------------------------------------------------------- |
| Nummer                                                                           | 83                                                                               | 55                                                                               | 64                                                                               | 85                                                                               |